# 三裂叶葛藤
三裂叶葛藤（学名：Pueraria phaseoloides）又名三裂叶野葛、假菜豆，是豆科葛属的植物。分布在中南半岛、印度、马来半岛以及中国大陆的浙江、海南、广西、广东、云南等地，生长于海拔700米至1,200米的地区，多生长于丘陵、山地及灌丛中。